# ارتش خصوصی
ارتش خصوصی (انگلیسی: Private army) یک نیروی نظامی یا شبه‌نظامی، متشکل از مبارزان مسلح است، که وفاداری آنها بجای ملت و کشور، به شخص، گروه یا سازمانی خصوصی می‌باشد. ارتش‌های خصوصی اغلب در مناطقی که دولت مرکزی ضعیف باشد، در هنگام نزاع توسط صاحبان املاک و زمین‌داران، برای محافظت از اموال آنها شکل می‌گیرد. پیشینه تشکیل نخستین ارتش‌های خصوصی، به زمان پس از فروپاشی امپراتوری روم بازمی‌گردد. نمونه‌هایی از ارتش‌های خصوصی، شامل: شوالیه‌های معبد، شوالیه‌های مهمان‌نواز، شوالیه‌های تتونیک، فرای کورپس آلمان در جنگ جهانی اول ، گارد جمهوری در عراق، پیراهن سیاهان در ایتالیا، اس آ در آلمان نازی، سازمان مجاهدین خلق ایران، گرگ‌های خاکستری در ترکیه، سوهی در ژاپن.